# Nagy Béla (labdarúgó, 1903)
Nagy Béla (1903 – Győr, 1978) labdarúgó, csatár.

## Pályafutása
1925 és 1937 között volt a Győri ETO játékosa. 1937-ben az ETO bajnoki osztályozót játszott az első osztályba kerülésért. Nagy Béla akkor már másfél éve csak a második vagy az öregfiúk csapatban szerepelt a saját kedvére. A győri vezetők kérésére az osztályozó mérkőzéseire visszatért az első csapathoz a 34 éves játékos. Tevékeny része volt abban, hogy a Vác, majd a Diósgyőr ellen a csapat sikeresen vette az osztályozót és története során először az élvonalba jutott. Ezután végleg visszavonult és férfidivatüzletet nyitott a Baross utcában, amelyet a második világháború után elvettek tőle.